# Kevin Henderson (cầu thủ bóng đá)
Kevin Henderson (sinh ngày 8 tháng 6 năm 1974) là một cựu cầu thủ bóng đá người Anh thi đấu ở Football League ở vị trí tiền đạo cho Burnley, Hartlepool United và Carlisle United. Ông cũng thi đấu bóng đá non-league cho các câu lạc bộ bao gồm Morpeth Town và Gateshead.